# Anticlea beduina
Anticlea beduina là một loài bướm đêm trong họ Geometridae.